# Al-Qurayyat
Al-Qurayyat (arabisch القريات, DMG al-Qurayyāt, auch Gurayat) ist eine Stadt in der Provinz al-Dschauf im äußersten Norden Saudi-Arabiens.
Die Stadt liegt gut 10 Kilometer von der Grenze zu Jordanien entfernt. Mit 167.080 Einwohnern (Volkszählung 2022) ist sie nach Sakaka die zweitgrößte Stadt der Provinz.

## Verkehr
Al-Qurayyat liegt an der Route 65. Etwa 35 Straßenkilometer nördlich von al-Qurayyat existiert ein bedeutender Grenzübergang; auf der anderen Seite der Grenze führt die Straße als R30 weiter in Richtung Amman. In Richtung Süden führt die Straße weiter bis nach Riad. Parallel zur Fernstraße liegt die Bahnlinie der Saudi Railways Organisation, die auch von der jordanischen Grenze bis Amman führt und am 31. März 2022 in Betrieb genommen wurde.
Zwischen al-Qurayyat und Riad besteht eine Verbindung per Autoreisezug.
Durch den Flughafen al-Qurayyat gibt es eine Anbindung an das Flugnetz.

## Archäologische Stätten
Im Dorf Ithra (arabisch إثرة) gibt es mehrere Gebäude bzw. Paläste aus Basalt sowie ein Bewässerungssystem, von denen vermutet wird, dass sie aus der Zeit der Nabatäer stammen. Nördlich des Dorfes Kaf (arabisch كاف) liegen antike Gräber mit Inschriften. Des Weiteren existieren alte Petroglyphen und es wurden Spuren einer frühen Domestizierung von Hunden gefunden.